# 朝鮮人被爆者
朝鮮人被爆者(ちょうせんじんひばくしゃ)は日本への原子爆弾投下で被爆した朝鮮人。その当時朝鮮地域は日本の統治下にあり、朝鮮半島にルーツを持ち、朝鮮語を主な話語としている朝鮮民族も大日本帝国が定めている朝鮮人としての民族区分としての括りで日本国民（自国民）の一部として扱われていたため、未だにその正確な数は把握していない。

## 背景
1910年の韓国併合以降、働き口を求めて半島（外地）から内地（日本本土）に移住する朝鮮人が増えていた。日中戦争が長期化し労働力不足が深刻になった際には軍需工場へ動員される者も多かった。このような経緯のため、長崎や広島の被爆対象地域には合わせて十数万人という極めて多数の朝鮮人が軍需宿舎を中心に住まわれていたとされている。

## 被害
その正確な被害の実態はわかっていない。これまでにいくつか推計が試みられている。
- 広島　5万人(死者2万人)　長崎　2万人(死者1万人) - 韓国原爆被害者協会による推計[3]
- 広島　2万5000人〜2万8000人(死者5000人〜8000人) - 広島市・長崎市 原爆災害誌編集委員会『広島・長崎の原爆災害』岩波書店、1979年[1]
- 広島・長崎合わせて5001人 - 中谷悦子による調査[1]

### 韓国・北朝鮮各政府による対応
大韓民国（韓国）では2016年5月19日に「被爆者支援法」を制定した。この法律に基づき韓国在住の被爆者の実態調査・登録や医療支援、追悼事業が行われることとなった。ただし医療支援に関しては、既に日本の被爆者健康手帳を交付されている場合対象外となっている。
朝鮮民主主義人民共和国（北朝鮮）では1990年代に北朝鮮国内に在住する被爆者の調査を行ったが、調査から漏れた被爆者の存在も指摘されている。1995年には被爆者協会が設立され、独自の「被爆者手帳」の交付も実施している。

## 慰霊碑
広島県広島市中区中島町の広島平和記念公園内には在日韓国・朝鮮人における犠牲者慰霊碑が元朝鮮王族の軍人で被爆犠牲者でもある李グウが被爆した場所の近辺に設置されている。